# 瑞芳菴流
瑞芳菴流煎茶道(ずいほうあんりゅう)は、京都を中心に活動する煎茶道の一派。売茶翁高遊外、聞中浄復、田中花月菴鶴翁の流れを汲む。武家由来の点前が特徴であり、毒味などの珍しい作法がある。

## 流祖
西山水仙を流祖とする。淀藩稲葉家に仕えた国家老の家柄に生まれ、早くから煎茶を嗜む。のちに瑞芳菴流を立て、京都へ移住した。

## 活動
世界遺産二条城や祇園祭、平安神宮での煎茶会や献茶式を担う。宇治では、毎年6月1日に宇治上神社にて新茶献茶式を担当するほか、宇治市営茶室「対鳳庵」においても呈茶している。かつては城南宮や石清水八幡宮でも活動していた。